# 福特总统在旧金山遇刺案
1975年9月22日，美国第38任总统杰拉尔德·福特在加利福尼亚州旧金山遭到激进分子莎拉·简·摩尔的未遂暗杀。凶手连开两枪，但无一命中福特本人。

## 背景
本案的凶手莎拉·简·摩尔（Sara Jane Moore，1930年2月15日-），德裔美国人，初为基督徒，后改宗犹太教，曾担任联邦调查局（FBI）的线人。她曾疯狂痴迷于派翠西亞·赫斯特（激进组织“共生解放军”成员），并曾担任派翠西亚的父亲伦道夫·赫斯特创建的“People In Need”组织（一个旨在为穷人提供食物的组织）的志愿记账员。事发前她通过了特勤局的评估，特勤局认为她不可能对总统构成威胁。
遇刺案发生17天前（1975年9月5日），福特本人在加利福尼亚州萨克拉门托遭遇了一次未遂刺杀：曼森家族信徒、极端环保主义者琳内特·弗洛姆（Lynette Fromme）试图以一把M1911手枪对福特开火，但因子弹未上膛而告失败。1975年9月22日当天，福特赴旧金山参加世界事务委员会会议并发表讲话。

## 事件经过
当地时间9月22日15:30许，福特结束了在世界事务委员会的讲话，然后从联合广场的圣弗朗西斯酒店的邮政街入口走出，走向他的专车。在上车前，他停下脚步并向聚集在街对面的人群挥手致意。此时混在人群中的摩尔趁机用她的.38 Special史密斯威森M27左輪手槍连开两枪。第一枪射出的子弹与福特的头部只差5英寸，并穿过了福特刚刚走出的门口上方的墙壁。此时人群中一位名叫奥利弗·斯普尔（Oliver Sipple）的旁觀者听到枪声，冲向摩尔，并抓住摩尔手臂，但摩尔仍然开出了第二枪，子弹击中了当时正停留在酒店内的出租车司机约翰·路德维格（John Ludwig）的腹股沟，导致路德维格受伤。

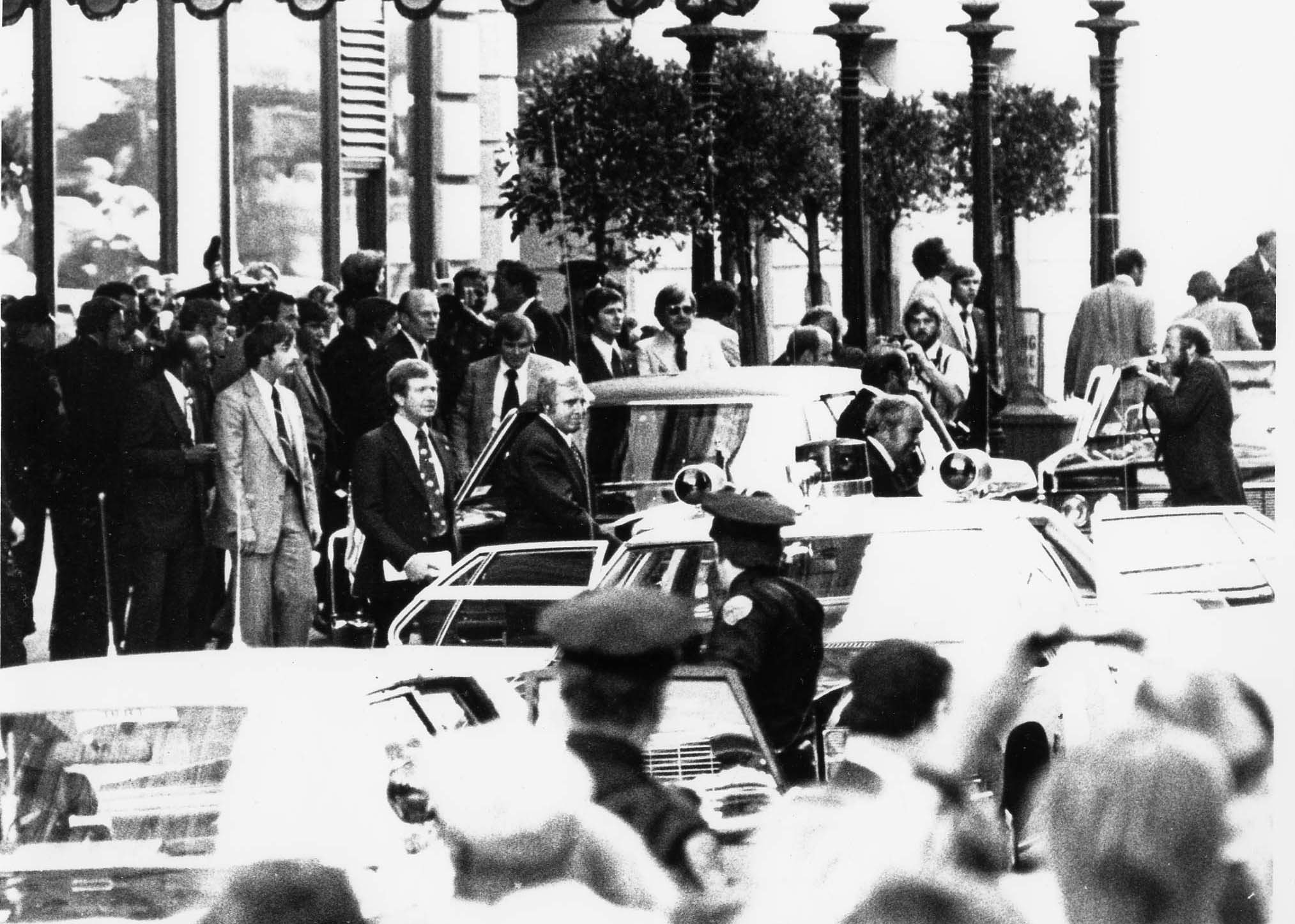
枪响前一秒左右的现场，福特（图片上圆点领带男子正后方人物）在人群中。

旧金山警察队长蒂莫西·赫特里奇（Timothy Hettrich）随即擒住摩尔，从她手中夺走了枪，其他警察随即也加入了制服摩尔的行列。与此同时，特勤人员将福特推入轿车，白宫办公厅主任唐纳德·拉姆斯菲尔德和特勤人员一起躺在总统身上以保护总统。总统座驾随即开往旧金山国际机场，在那里福特搭乘空军一号，与第一夫人贝蒂·福特一起飞回华盛顿特区。

## 后续

### 莎拉·简·摩尔
摩尔当场被擒。1975年12月12日，摩尔对企图暗杀的指控表示认罪。1976年1月15日，她被判处终身监禁。2007年12月31日，77岁的摩尔在福特總統去世後僅一年又五天，就因為在獄服刑超過三十年且期間表現良好，而成功獲得上面批准的假释。摩尔后来接受謀體采访，对企图行刺福特表示后悔，并庆幸自己当时未能得手。
2019年2月，因违反假释规定、未将出国旅行计划告知假释官，摩尔再次被捕，但很快便在六个月后获释。

### 奥利弗·斯普尔
斯普尔因其英勇表现受到了特勤局和旧金山警方的表扬，一时成为“国家英雄”，福特总统也在事发三天后致信斯普尔表达感谢。然而之后斯普尔被媒体发现是一名同性恋者（此前他一直隐瞒自己的性取向），这导致了他的家人（包括他的父母）与其断绝了关系，不过后来家人与其达成了和解。斯普尔于1989年逝世，终年47岁。

### 福特

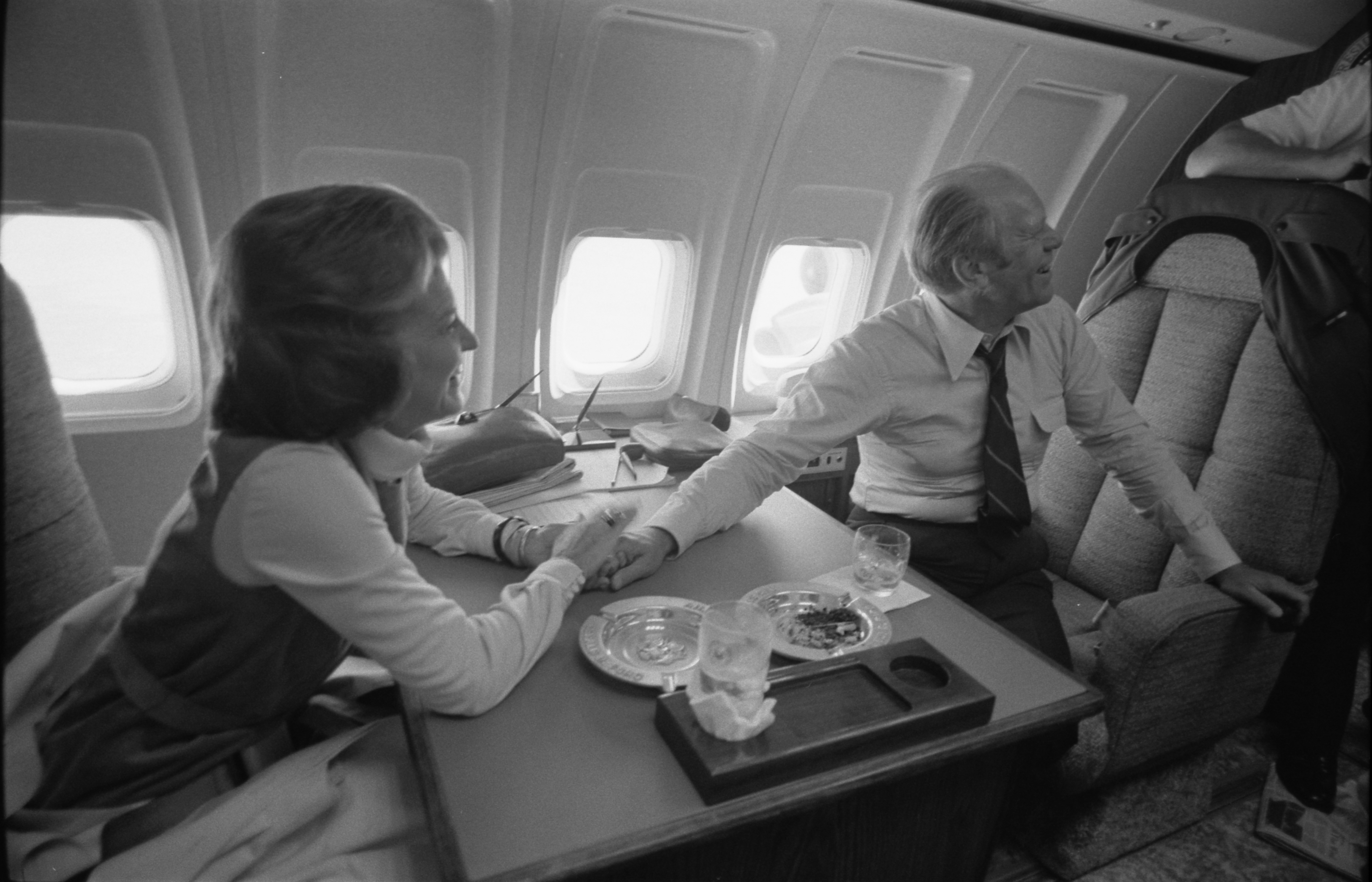
福特与第一夫人贝蒂在返回华盛顿的飞机上。

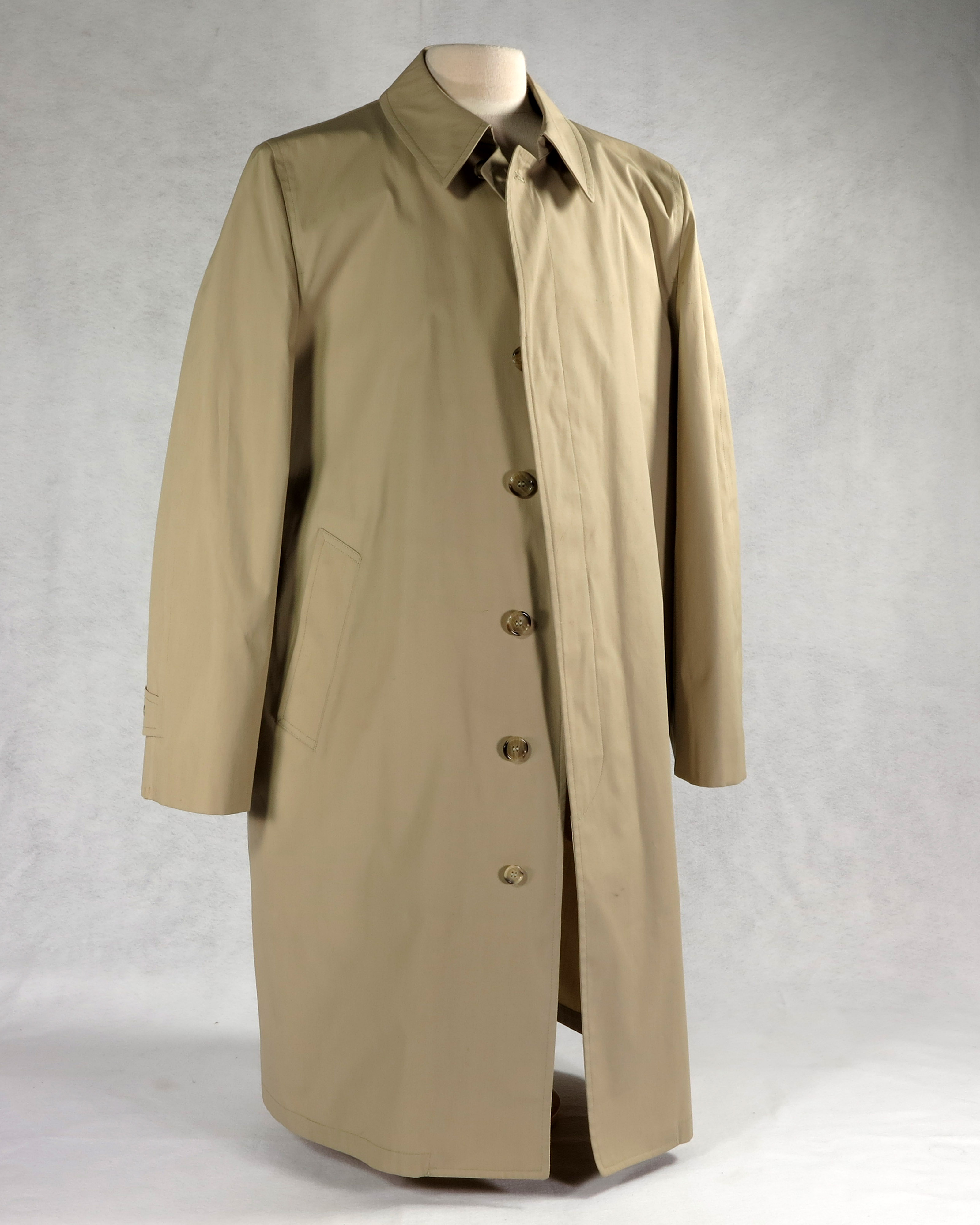
在两次暗杀未遂后，福特开始穿着的防弹风衣。

福特一行遭遇未遂刺杀后，乘车赶赴旧金山国际机场，但当时第一夫人贝蒂·福特正忙于其它事务，因此空军一号乘组不得不多等待了一段时间。
在一个月内遭遇两次未遂暗杀之后，福特开始重视自身的防护措施。1975年10月之后，福特每次出席公开活动，都会身穿防弹衣。1976年总统大选败给吉米·卡特后，福特淡出政坛，2006年逝世，享年93岁。